# امیرآباد (شیروان)
امیرآباد روستایی در دهستان حومه بخش مرکزی شهرستان شیروان استان خراسان شمالی ایران است.
این روستا دارای پیشینه تاریخی می‌باشد 

## جمعیت
بر پایه سرشماری عمومی نفوس و مسکن در سال ۱۳۹۵ جمعیت این مکان ۲۷۹ نفر (۸۴خانوار) بوده‌است.